# Simón II de Lorena
Simón II (1140 – 4 de enero de 1207) fue el duque de Lorena de 1176 a 1205. Era el hijo y sucesor de Matías I y Judit, hija de Federico II, duque de Suabia.
Su madre deseaba que su segundo hijo, Federico fuera el sucesor, y así Simón se vio obligado a convocar una asamblea de los nobles que confirmasen su sucesión. Se vio a su vez obligado a reconocer ciertos privilegios feudales y crear los Estados de Lorena, una forma de parlamento. También entregó Bitche como infantazgo a Federico que no se dio por satisfecho y se rebeló contra Simón. La guerra duró tres años hasta el tratado de Ribemont, en el que Simón conservaba la mitad meridional, francófona del ducado y Federico cogió la porción septentrional y germanófona.
Se casó con la condesa Inés de Valdentz con la que tuvo solo una hija; viudo, contrajo matrimonio nuevamente con Ida de Vienne (fallecida en 1227), hija de Gerardo I, conde de Mâcon y Vienne, y Maurette de Salins; no tuvieron hijos.
Al quedarse viuda se casó nuevamente con Teobaldo I conde de Bar.
Simón designó a su sobrino, Federico, hijo de Federico, como su sucesor y cedió, en 1202, el gobierno sobre el condado de Vaudémont a su yerno el conde Teobaldo I de Bar. Simón abdicó y se retiró a un monasterio en 1205. Falleció dos años después. No tuvo descendientes y le sucedió su hermano.